# فربنکس
فربنکس (به انگلیسی: Fairbanks) یکی از شهرهای ایالت آلاسکا آمریکاست.
دانشگاه آلاسکا در فیربنکس در این شهر است.
فربنکس در مرکز آلاسکا قرار دارد، که در ۱۹۰۲ به واسطه کمپ معدن طلا بنیاد نهاده شد. این شهر هم‌اکنون کمتر از ۵۰ هزار سکنه دارد.